# Генріх Гаррер
Генріх Гаррер, або Гайнріх Гаррер (нім. Heinrich Harrer; 6 липня 1912, Обергоссен, ринкова комуна Гюттенберг, Каринтія, Австро-Угорщина — 7 січня 2006, Фрізах, Каринтія, Австрія) — австрійський мандрівник, альпініст і письменник, обершарфюрер СС. Наставник і друг дитинства Далай-лами XIV. Здобув широку популярність завдяки книзі спогадів про подорож до Тибету «Сім років у Тибеті» і однойменному фільму 1997 року за її сюжетом, де роль Генріха Гаррера виконує Бред Пітт.

## Біографія

### Ранні роки
Народився 6 липня 1912 року в Обергоссені в сім'ї поштового службовця. Відвідував реальні школи в Бруку-на-Мурі і Граці. У 1929 році вступив до Академічного Спортивного товариства Граца.
З 1933 по 1938 рік вивчав географію і займався спортом в університеті Граца. У жовтні 1933 році вступив у Штурмові загони.
Гаррер був відмінним гірськолижником. Навіть був кандидатом на участь в Олімпіаді 1936 року. Однак австрійська збірна бойкотувала ці Ігри. Проте він виграв змагання з даунхіла під час Всесвітніх Студентських Ігор.
Найвидатнішим альпіністським досягненням Гаррера стало першопроходження Північної стіни Айгера в 1938 році. Завдяки цьому він прославився як «найкращий альпініст Європи».
1 квітня 1938 року вступив у ряди СС (№ 73.896), 1 травня 1938 року став членом НСРПН. Був спортивним інструктором СС. У тому ж році одружився з Шарлоттою (Лоттою) Вегенер, дочкою геолога і метеоролога Альфреда Вегенера. У грудні 1939 року в них народився син Ральф. У 1943 році вони розлучилися, після того, як Лотта прислала полоненому Генріху бланк для розлучення з проханням не перешкоджати її новому коханню.

### Подорож до Тибету
У 1939 році Гаррер вирушив до Британської Індії як член німецької альпіністської експедиції зі сходження на Нангапарбат. Альпіністам не вдалося дійти до вершини, однак вони проклали шлях по Діамірській стіні цієї гори. Після закінчення експедиції всіх її учасників взяли в полон представники англійської колоніальної влади у зв'язку з початком Другої світової Війни і відправили в табір для військовополонених в Індію.
29 квітня 1944 року Гарреру і ще трьом полоненим вдалося втекти. Подолавши величезний шлях через Гімалаї, Гаррер і його друг Петер Ауфшнайтер (Peter Aufschnaiter) в лютому 1946 року дісталися Лхаси. Гарреру судилося пробути в Тибеті сім років. Він багато розповідав Далай-ламі, якому в той час було 11 років, про західні країни, які тоді були дивовижними для тибетців. Цей факт (як і деякі дані про його з Ауфшнайтером участь в організації збройної боротьби тибетців проти китайської агресії в Тибеті в 1950 р.) використовується сучасною китайською пропагандою як «доказ» зв'язку тибетського керівництва з нацистами, хоча сам Далай-лама пізніше говорив, що в той час він нічого не знав про нацистів.

### Повернення
Після захоплення Тибету китайськими військами, в 1950 році Гаррер повернувся до Австрії. Тут він написав книгу «Сім років у Тибеті».
У наступні роки він взяв участь в цілому ряді етнографічних і альпіністських експедицій, побував у кількох першосходженнях на Алясці (наприклад, першим підкорив гору Хантер), в Африці та Океанії.
У 1958 році Генріх Гаррер зайнявся гольфом і став чемпіоном Австрії серед любителів. У віці 80 років він також продовжував активно займатися гірськолижним спортом.
Генріх Гаррер помер 7 січня 2006 року.

## Діяльність
Книгу Гаррера «Сім років у Тибеті» переклали 53-ма мовами, а також екранізував у 1997 р. Жан-Жак Анно (у  ролі Гаррера — Бред Пітт). Всього з-під його пера вийшли 23 книги.

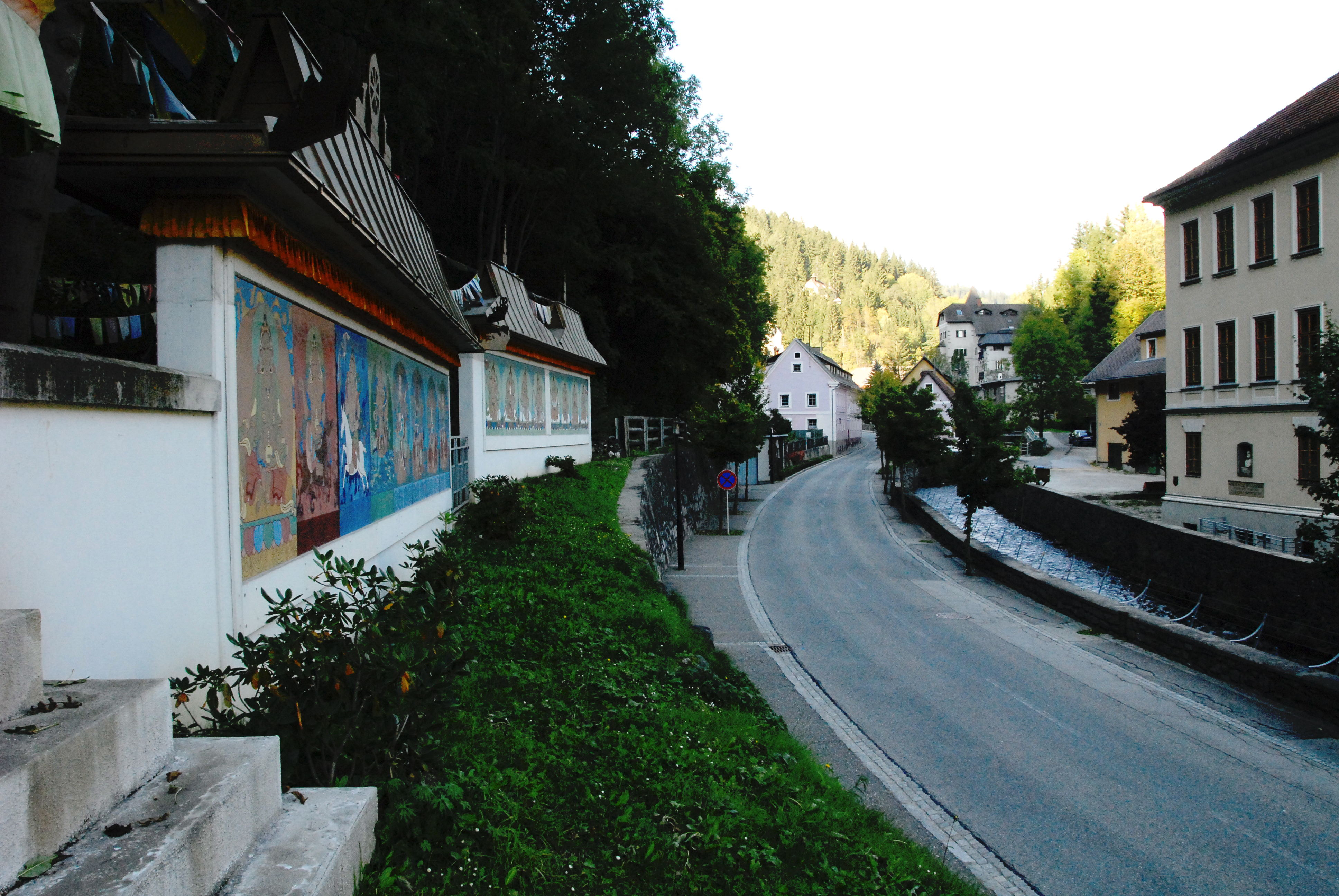
Частина «паломницької стежки Лінгкор» поблизу Музею Гаррера в Гюттенберзі, Австрія

На своїй батьківщині, у Гюттенберзі, Гаррер заснував музей, в якому зібрана багата колекція етнографічних матеріалів з різних країн Азії та Африки, а також представлені його власні фотографії й особисте альпіністське спорядження.
За свої понад 600 експедицій Гаррер неодноразово відзначався різними нагородами.
Він і чинний Далай-лама залишалися близькими друзями все життя. У 2002 році Далай-лама XIV відзначив Гаррера за ті зусилля, які він доклав для того, щоб звернути увагу світової громадськості на ситуацію в Тибеті.

## Цитата
"Де б я не жив, я завжди буду сумувати за Тибетом. Мені часто здається, що я й зараз чую крики диких гусей та журавлів і шум їхніх крил, коли вони пролітають над Лхасою в чистому й прохолодному місячному світлі. Я щиро хочу, щоб моя розповідь викликала хоч трохи розуміння людей, чиє бажання жити в мирі і вільними отримало так мало симпатії в байдужому світі.» — Генріх Гаррер, «Сім років у Тибеті».